# Apparition de saint Joseph à Cotignac
L'apparition de saint Joseph à Cotignac ou l'apparition de saint Joseph de Bessillon désigne l'événement survenu le 7 juin 1660, dans le village de Cotignac dans le Var. Un berger qui souffrait de la soif, Gaspard Ricard, raconte avoir vu un vieillard lui ordonner de soulever une grosse pierre pour y trouver une source. Le vieil homme disant s'appeler Joseph. La source est bien découverte au lieu indiqué, alors que le secteur était connu pour n'avoir aucun point d'eau. Les pèlerins affluent, et une chapelle est construite pour y vénérer saint Joseph. Le lieu de culte est rattaché au sanctuaire de Notre-Dame de Grâces tout proche.
Abandonné à la Révolution française, le lieu de culte retrouve une activité en 1975 avec l'arrivée de religieuses bénédictines.

## Historique

### Contexte et sources bibliographiques
Cet événement se déroule à 3 km seulement du sanctuaire de Notre-Dame-de-Grâces, haut lieu de pèlerinage, après que les apparitions de Notre-Dame de Grâces (en 1519) ont entraîné une forte dévotion à la Vierge Marie dans ce petit village de Cotignac. La notoriété du lieu est d'autant plus grande qu'en 1637, le frère Fiacre est venu de Paris y prier pour demander la grâce d'un fils héritier pour le roi Louis XIII, et que la naissance de Louis XIV, neuf mois plus tard a été vue comme une réponse à cette prière. En février 1660, le roi et sa mère Anne d'Autriche se rendent au sanctuaire marial pour y « remercier la Vierge du miracle de sa naissance » (de Louis XIV).
Le récit de l'apparition de saint Joseph, et du miracle de la source est relaté dans « la plupart des récits historiques de Provence ». Le premier récit date de 1664 (soit 4 ans après les faits), il est fait par Honoré Bouche dans son ouvrage sur « l'histoire de la Provence ». Bruzen de La Martinière, dans son Dictionnaire géographique (1726-1741) cite également cet événement. Thomas Corneille, dans son Dictionnaire universel géographique et historique publié en 1708 évoque également cet événement, mais dans une version différente des autres auteurs : le voyant s'appelle Joseph (et non Gaspard), il est laboureur et non berger, et la source jaillit à sa prière, sans qu'il n'y ait d'apparition de saint Joseph, ni de pierre soulevée,. Le journal des délibérations du conseil municipal de Cotignac évoque également les faits, dans le mois même de la déclarée apparition,.
Le jour même de « l'apparition », le jeune roi Louis XIV est en déplacement sur la frontière espagnole à Saint-Jean-de-Luz pour y recevoir sa future épouse,  Marie-Thérèse d'Autriche. Les futurs époux ont tous deux 22 ans.

### Récit de l'apparition
Le 7 juin 1660,, Gaspard Ricard, jeune berger, fait paître son troupeau sur le versant Est de la colline du Bessillon, à 2 km de l'église Notre-Dame-de-Grâces. Le jeune homme commence à souffrir de la soif d'autant que sa gourde est vide, et que la rivière la plus proche se trouve fort éloignée. Il se met alors à prier. À peine a-t-il commencé qu'il « voit apparaître un beau vieillard à la figure vénérable et douce, qui l'engage à soulever une pierre située à peu de distance »,. L'homme lui dit qu'il y découvrira une source. Or la pierre, de grande dimension, semble très lourde au voyant qui en fait la remarque au vieillard. Celui-ci insiste et d'un signe lui intime l'ordre de s'exécuter. Le berger déplace alors la pierre sans effort et « découvre une source qui jaillit ». Dans un premier mouvement, le jeune Gaspard boit abondamment pour étancher sa soif, avant de se retourner vers le vieillard, mais celui-ci a déjà disparu, non sans lui avoir indiqué qu'il s'appelait Joseph. 
Gaspard se rend immédiatement au village et raconte son aventure, mais personne ne le croit. Les plus anciens du villages déclarent qu'il n'y a aucune source connue sur ce versant de cette colline. Des paysans voulant vérifier ses dires se rendent avec lui sur le lieu de l'apparition et y découvrent la source. Ils essaient de déplacer la pierre indiquée par Gaspard Ricard, mais huit hommes ensemble ne parviennent pas à la déplacer. Tous les participants sont stupéfaits, y compris le voyant qui déclare que c'est saint Joseph qui lui est apparu, pour venir à son secours. Le voyant tombe alors à genoux et remercie Dieu. Il est rapidement accompagné par ses camarades qui font de même. La nouvelle de l'apparition, et du miracle, se répand très vite dans toute la région.

### Les suites de l'apparition
Le chroniqueur rapporte que « plusieurs malades éprouvèrent un soulagement sensible dans leurs maux par la seule application de l'eau de la source ». La source est vite considérée comme « miraculeuse », et l'objet de vénération. Dans les jours qui suivent, une foule nombreuse se rend sur place et laisse des offrandes importantes, si bien que l'autorité municipale doit intervenir pour réguler la situation. Il est décidé que la collecte des aumônes (les offrandes des pèlerins) se ferait par la commune. Le 25 juillet 1660 (moins d'un mois après l'apparition), le conseil municipal organise la collecte des fonds, avec des bénévoles désignés, chargés de tenir les comptes des dons et donner des reçus aux pèlerins.
Ne sachant quel usage faire de ces aumônes, les élus demandent conseil aux autorités d'Aix-en-Provence, qui répondent de faire construire une chapelle avec les sommes collectées. La décision est entérinée le 1er aout par le conseil municipal. Mais redoutant que les sommes soient insuffisantes pour financer l'intégralité des travaux, il est décidé d'y ajouter une collecte dans tous le diocèse du Var, afin de compléter la somme nécessaire. La chapelle est rapidement édifiée, car dès le mois de septembre 1660, les représentants de la commune demandent aux religieux desservant l'église Notre-Dame-de-Grâces de venir officier dans cette nouvelle chapelle, au service des pèlerins.
Voyant l'afflux de pèlerins, en plein été, dans une zone désertique, quelques commerçants décident d'ouvrir des débits de boisson à proximité du lieu afin de pouvoir « désaltérer les pèlerins » se rendant sur le lieu de l'apparition. Il s'ensuit des demandes de patente pour établir le commerce auprès des autorités de la ville, et une querelle juridique va avoir lieu entre les représentants de la commune et le comte de Carcès, seigneur du lieu, tous deux estimant être en droit de percevoir les taxes sur ces nouveaux commerces. La joute juridique entre les deux autorités va durer jusqu'en 1663, date à laquelle un accord est finalement trouvé entre les parties,.

## Reconnaissance et culte
Très vite, face à l'affluence des pèlerins, les représentants de la commune décident de construire une chapelle. En septembre de la même année, ils demandent au prêtre de l'oratoire desservant le lieu de culte tout proche dédié à Notre-Dame de Grâce, de prendre en charge cette nouvelle chapelle. Le vicaire de l'évêque vient en personne consacrer la nouvelle chapelle. Face à l'augmentation rapide du nombre des pèlerins, les responsables communaux demandent que plusieurs autres prêtres viennent aider le curé responsable de la chapelle Saint-Joseph, et une nouvelle église plus grande est construite en remplacement de la chapelle primitive. L'église définitive est officiellement consacrée en 1663.
L'évêque du lieu, reconnaît rapidement l'apparition de saint Joseph à Cotignac,. Moins d'un an après l'apparition, en mars 1661, le jeune roi Louis XIV décrète le 19 mars jour chômé dans tout le royaume. Cette fête sera supprimée à la Révolution.
Cette apparition fait ainsi partie des 4 apparitions du saint officiellement reconnues dans le monde par l'Église catholique.